# Grondverbetering

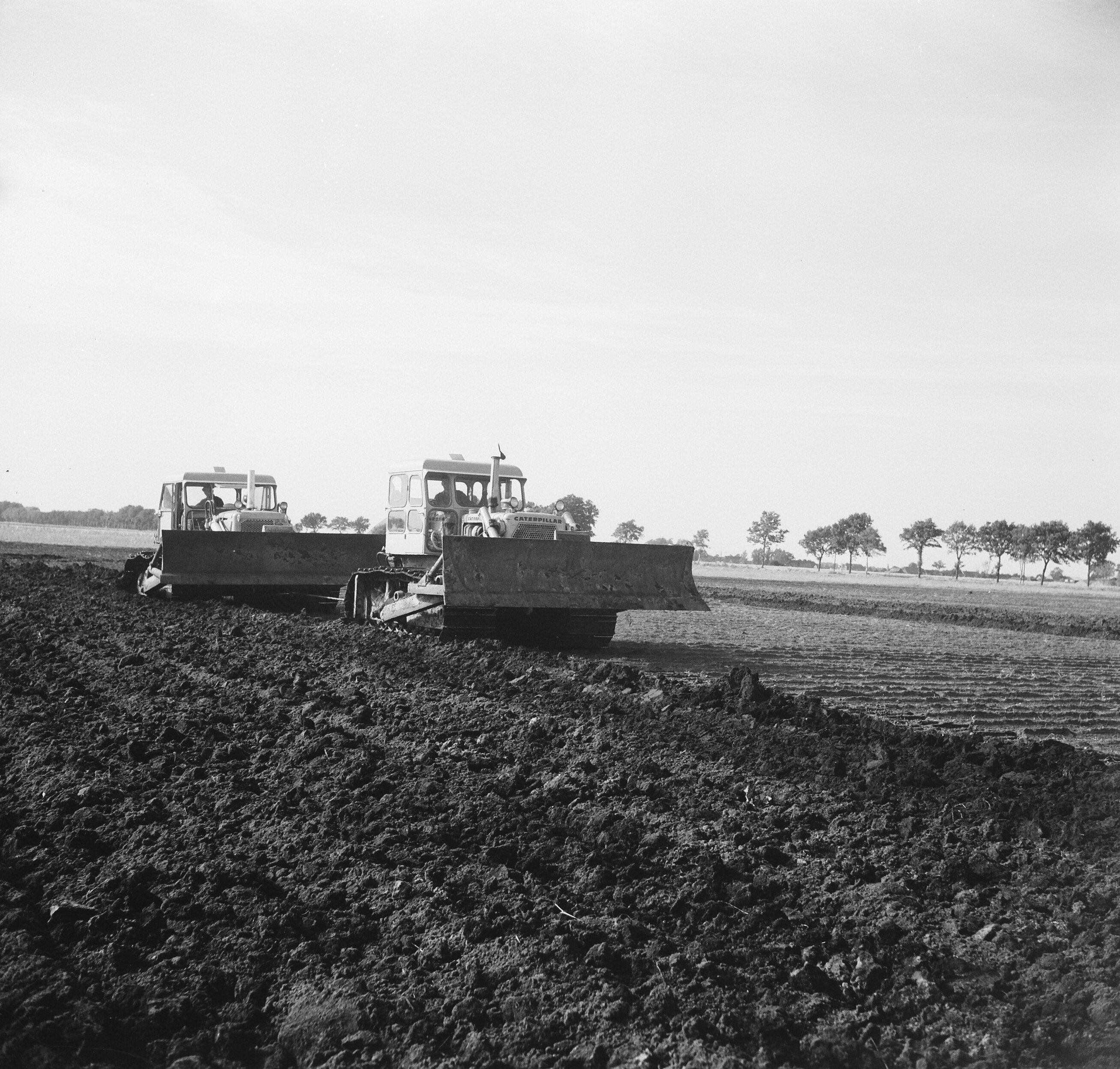
Grondverbetering met menggootwoelers (1965)

Grondverbetering is het verbeteren van slappe grond, meestal veen of klei, om het draagvermogen te vergroten.
Grondverbetering kan gerealiseerd worden door:
SamendrukkenHet laten consolideren van de slappe grondlagen. Hierdoor wordt grondwater uit de slappe grond geperst waardoor de slappe lagen samendrukken en steviger worden. Dit kan een langdurig proces zijn, omdat veen en klei slecht doorlatend zijn. Het consolideren wordt voor bijvoorbeeld het bouwen van wegen bijna altijd versneld door verticale drainage toe te passen. Hiervoor worden doorlatende strips verticaal in de grond gebracht, waardoor het grondwater gemakkelijker kan afstromen. Ook kan tijdelijk extra gewicht op de grond wordt gelegd, in de vorm van een flinke laag zand om het consolidatieproces te versnellen. Consolidatie kan ook geforceerd worden, waardoor de consolidatie sneller gaat.
GrondvervangingHet vervangen van niet-draagkrachtige grond (klei, veen) door zand, soms tot op de daaronder gelegen zandlaag, mits die voldoende draagkracht geeft en niet te diep ligt; meestal bij fundering op staal; na het storten van het zand zal dit verdicht moeten worden.
GrondstabilisatieGrondverbetering op vlakke en licht hellende oppervlaktes kan ook door de bestaande grondlaag te mengen met bindmiddelen. Door de bestaande grond te stabiliseren met bindmiddelen en afhankelijk van de grondsoort met additieven, zorgt de techniek grondstabilisatie voor het hergebruik van de grondsoorten ter plaatse. Bijna elke gewenste druksterkte is met deze techniek te behalen.
VeranderenHet wijzigen van de bodemkarakteristieken door het injecteren van de slappe lagen met grout of vergelijkbare stoffen, het toevoegen van kalk aan klei of leem, of stimulatie van bacteriën, die van nature in de grond aanwezig zijn, om hun natuurlijke verkittende werking te versnellen.
Ontlasten van de ondergrondBijvoorbeeld door het vervangen van een deel van de slappe lagen door (en verder ophogen met) lichtgewicht materiaal, bijvoorbeeld EPS of bims, of het toepassen van palen, bijvoorbeeld in een paalmatras, waardoor de bovenbelasting direct wordt afgedragen op de draagkrachtige onderlaag (in Nederland is dat de Pleistocene zandlaag).
WapenenDe oude Egyptenaren deden al aan grondwapening, ze gebruikten daarvoor papyrusriet. In Nederland werd in het verleden grond gewapend met onder andere riet, rijshout of runderhuiden. Tegenwoordig worden vooral geotextiel of geogrid, van bijvoorbeeld polyester, of stalen strippen toegepast.
GrondbevriezingTijdelijke grondverbetering kan bestaan uit grondbevriezen door injectie van bijvoorbeeld vloeibare stikstof.